# リサ・ワード
リサ・ワード（Lisa Ward、1982年11月15日 - ）は、アメリカ合衆国の女性総合格闘家。ワシントン州ウッディンビル出身。2010年7月に総合格闘家のエディー・エリスと結婚。結婚後はリサ・エリス（Lisa Ellis）を名乗っている。

## 来歴
2004年1月3日、アマチュアで4戦して、プロデビュー戦。
2006年2月18日、AFCでジェシカ・アギラーと対戦し、チョークスリーパーで一本勝ち。
2006年9月15日、初参戦となったスマックガールでMIKUと対戦し、袈裟固めからのアームロックで一本勝ち。
2007年2月17日、Fatal Femmes Fighting 1で行われたフライ級王座決定戦で吉田正子に判定勝ちを収め、王座を獲得した。
2007年7月14日、Fatal Femmes Fighting 2で行われたフライ級タイトルマッチで長嶺妙子にチョークスリーパーで一本勝ちし、初防衛に成功した。
2007年8月24日、BodogFightで藤井惠と対戦し、腕ひしぎ十字固めで一本負け。
2008年2月14日、SMACKGIRL WORLD ReMix TOURNAMENT 2008 ライト級（-52kg）トーナメント1回戦でEdgeにアンクルホールドで一本勝ち。4月25日の準決勝ではアンナ・ミッシェル・タバレスに判定負け。
2009年6月28日、DEEP TOYAMA IMPACTで行われた1階級下のDEEP女子ライト級（-48kg）タイトルマッチで2年9か月ぶりにMIKUと再戦し、腕ひしぎ十字固めで一本負け。王座獲得に失敗した。

### Bellator
2010年6月17日、Bellator 22でステファニー・フラウストと対戦し、チョークスリーパーで一本勝ち。試合後には藤井との再戦をアピールした。
2010年8月26日、Bellator 26の女子115ポンド級（-52kg）トーナメント1回戦でアシュリン・デイリーに3-0の判定勝ち。
2010年9月30日、Bellator 31の女子115ポンド級トーナメント準決勝で藤井惠と3年1か月ぶりに再戦し、腕ひしぎ十字固めで一本負けを喫した。
2011年11月19日、Bellator 58でジェシカ・アギラーと5年9ヶ月ぶりに再戦、判定負けを喫した。
2012年4月28日、Invicta FC 1でジェシカ・ペネと対戦し、パウンドでTKO負けを喫した。
2012年7月14日、UCS女子110ポンド級（-50kg）タイトルマッチでエイミー・デイビスと対戦し、腕ひしぎ十字固めで一本勝ちを収めた。王座獲得に成功した。

### The Ultimate Fighter
2014年、The Ultimate Fighter: A Champion Will Be Crownedに出場。ギルバート・メレンデス率いるチーム・メレンデスに所属。女子ストロー級トーナメントのプレリミナリバウトでジェシカ・ペネにリアネイキドチョークで一本負け。

### UFC
2014年12月12日、UFC本戦初出場となったThe Ultimate Fighter 20 Finaleでフェリス・ヘリッグと対戦し、腕ひしぎ十字固めで一本負け。

## 戦績
| 総合格闘技 戦績 | 総合格闘技 戦績 | 総合格闘技 戦績 | 総合格闘技 戦績 | 総合格闘技 戦績 | 総合格闘技 戦績 | 総合格闘技 戦績 |
| --------------- | --------------- | --------------- | --------------- | --------------- | --------------- | --------------- |
| 26 試合         | (T)KO           | 一本            | 判定            | その他          | 引き分け        | 無効試合        |
| 15 勝           | 0               | 11              | 4               | 0               | 0               | 0               |
| 11 敗           | 1               | 8               | 2               | 0               | 0               | 0               |

| 勝敗 | 対戦相手                     | 試合結果                               | 大会名                                                                       | 開催年月日     |
| ×    | ビルナ・ジャンジロバ         | 1R 2:21 リアネイキドチョーク           | Fight 2 Night                                                                | 2016年11月4日  |
| ×    | ベック・ローリングス         | 1R 4:09 リアネイキドチョーク           | UFC Fight Night: Miocic vs. Hunt                                             | 2015年5月10日  |
| ×    | フェリス・ヘリッグ           | 2R 3:05 腕ひしぎ十字固め               | The Ultimate Fighter 20 Finale                                               | 2014年12月12日 |
| ○    | エイミー・デイビス           | 1R 2:14 腕ひしぎ十字固め               | UCS: Caged Combat 6 【UCS女子110ポンド級タイトルマッチ】                     | 2012年7月14日  |
| ×    | ジェシカ・ペネ               | 3R 2:48 TKO（パウンド）                | Invicta FC 1: Coenen vs. Ruyssen                                             | 2012年4月28日  |
| ×    | ジェシカ・アギラー           | 5分3R終了 判定0-3                      | Bellator 58                                                                  | 2011年11月19日 |
| ×    | 藤井惠                       | 1R 1:39 腕ひしぎ十字固め               | Bellator 31 【女子115ポンド級トーナメント 準決勝】                           | 2010年9月30日  |
| ○    | アシュリン・デイリー         | 5分3R終了 判定3-0                      | Bellator 26 【女子115ポンド級トーナメント 1回戦】                            | 2010年8月26日  |
| ○    | ステファニー・フラウスト     | 1R 2:01 チョークスリーパー             | Bellator 22                                                                  | 2010年6月17日  |
| ×    | MIKU                         | 3R 2:53 腕ひしぎ十字固め               | DEEP TOYAMA IMPACT 【DEEP女子ライト級タイトルマッチ】                        | 2009年6月28日  |
| ○    | パティ・リー                 | 2R 2:44 リバースアンクルロック         | Brawl at the Beach                                                           | 2008年7月18日  |
| ×    | アンナ・ミッシェル・タバレス | 5分2R終了 判定0-3                      | SMACKGIRL WORLD ReMix TOURNAMENT 2008 準決勝 【ライト級トーナメント 準決勝】 | 2008年4月25日  |
| ○    | Edge                         | 1R 4:41 アンクルホールド               | SMACKGIRL WORLD ReMix TOURNAMENT 2008 開幕戦 【ライト級トーナメント 1回戦】  | 2008年2月14日  |
| ○    | 藪下めぐみ                   | 3分3R終了 判定3-0                      | Fatal Femmes Fighting 3: War of the Roses                                    | 2007年11月3日  |
| ×    | 藤井惠                       | 1R 4:50 腕ひしぎ十字固め               | BodogFight: Vancouver                                                        | 2007年8月24日  |
| ○    | エリシャ・ヘルスパー         | 1R 3:59 チョークスリーパー             | Coeur d'Alene Casino: Fight Night                                            | 2007年7月28日  |
| ○    | 長嶺妙子                     | 1R 2:37 チョークスリーパー             | Fatal Femmes Fighting 2: Girls Night Out 【FFFフライ級タイトルマッチ】       | 2007年7月14日  |
| ○    | 吉田正子                     | 2分5R終了 判定3-0                      | Fatal Femmes Fighting 1: Asian Invasion 【FFFフライ級王座決定戦】            | 2007年2月17日  |
| ○    | 瀧本美咲                     | 2R 3:32 チキンウィングアームロック     | SMACKGIRL 2006 〜極女伝説〜                                                  | 2006年11月29日 |
| ○    | MIKU                         | 1R 3:04 スカーフホールド・アームロック | SMACKGIRL 2006 〜群女割拠〜                                                  | 2006年9月15日  |
| ○    | レイティシア・ペストワ       | 1R 腕ひしぎ十字固め                    | Valor Fighting: 4th and B                                                    | 2006年8月19日  |
| ○    | ジェシカ・アギラー           | 2R 2:53 チョークスリーパー             | Absolute Fighting Championships 15                                           | 2006年2月18日  |
| ×    | モーリー・ヘイゼル           | 1R 三角絞め                            | HOOKnSHOOT: 2005 Women's Grand Prix 【準決勝】                               | 2005年11月19日 |
| ○    | ケリン・ヒューン             | 1R フロントチョーク                    | HOOKnSHOOT: 2005 Women's Grand Prix 【準々決勝】                             | 2005年11月19日 |
| ○    | ロザンヌ・ブラックバーン     | 3分3R終了 判定3-0                      | National Fighting Challenge 2                                                | 2005年2月18日  |
| ×    | マンディ・スチュアート       | 1R 0:49 三角絞め                       | HOOKnSHOOT: Evolution                                                        | 2004年11月6日  |

## 獲得タイトル
- ワールドレスリングゲームズ グラップリング 女子48kg級 優勝（2007年）
- グラップリング世界選手権 ノーギ女子48kg級 優勝（2008年）
- グラップリング世界選手権 ギ女子48kg級 優勝（2008年）
- グラップリング世界選手権 ノーギ女子50kg級 優勝（2010年）
- 初代FFFフライ級王座
- NFC女子ライト級王座
- UCS女子110ポンド級王座